# Smuk som et stjerneskud
"Smuk som et stjerneskud" (på engelsk "Fly on the Wings of Love") var vindersangen af både Dansk Melodi Grand Prix 2000 og Eurovision Song Contest 2000 i Globen i Stockholm. Sangen er skrevet og fremført af Brødrene Olsen, Jørgen Olsen og Niels Olsen. Jørgen Olsen havde oprindeligt ikke skrevet sangen til Melodi Grand Prixet. Sangen var derfor som næsten alle Jørgen Olsens sange skrevet på engelsk. Men da reglerne for Dansk Melodi Grand Prix 2000 krævede, at alle deltagene sange skulle fremføres på dansk, lavede Jørgen Olsen en dansk version af sangen med titlen "Smuk som et stjerneskud".

## Hitlister
| Hitliste (2000)                          | Højeste placering |
| ---------------------------------------- | ----------------- |
| Østrig (Ö3 Austria Top 40)               | 11                |
| Belgien (Ultratop 50 Flanderen)          | 16                |
| Denmark (IFPI) "Smuk som et stjerneskud" | 1                 |
| Europe (Eurochart Hot 100)               | 23                |
| Tyskland (Official German Charts)        | 7                 |
| Holland (Single Top 100)                 | 45                |
| Norge (VG-lista)                         | 5                 |
| Sverige (Sverigetopplistan)              | 1                 |
| Schweiz (Schweizer Hitparade)            | 17                |
| UK Singles (OCC)                         | 160               |

| Hitliste (2000)                  | Placering |
| -------------------------------- | --------- |
| Denmark (IFPI)                   | 5         |
| Germany (Official German Charts) | 51        |
| Sweden (Sverigetopplistan)       | 10        |